# Целе
Це́ле (словен. Celje; нем. Cilli) — город в Словении, третий по величине населённый пункт страны. Является частью исторической области Нижняя Штирия. Административный центр городского округа (общины) Целе.

## Общая информация
Целе расположен у слияния рек Савиня, Ложница и Воглайна, у подножья холма, на котором находится древний Цельский замок. Город вошёл в историю как центр графства Целе (XIV—XV вв.), которое было единственным независимым этнически словенским государством в период средневековья. «Три звезды» — символ графов и города Целе — стал одним из элементов государственного герба современной Словении.

## Население
По данным на 2012 год население города составляет 37 584 человека; по данным на 2002 год население общины насчитывало 48 081 человек. По данным на 1991 год словенцы составляли 82,1 % населения города, сербы — 4,6 % и хорваты — 4,1 %.
Динамика населения общины:
| Год       | 1924 | 1940   | 1995   | 2002   | 2007   | 2010   |
| --------- | ---- | ------ | ------ | ------ | ------ | ------ |
| Население | 7750 | 20 000 | 40 710 | 48 081 | 45 826 | 50 039 |

## История
В годы Второй мировой войны, в 1945 году 181-я пехотная дивизия немцев была загнана в Целе, где и капитулировала перед войсками Югославии. В послевоенный период югославские партизаны осуществили здесь массовые казни около 80000 человек, обвиняемых в сотрудничестве с немцами.

## Спорт
В городе размещается футбольный клуб Целе.

## Города-побратимы
- Гревенброх, Германия
- Зинген, Германия
- Славонски-Брод, Хорватия
- Будва, Черногория
- Череповец, Россия
- Щелково, Россия

## Галерея

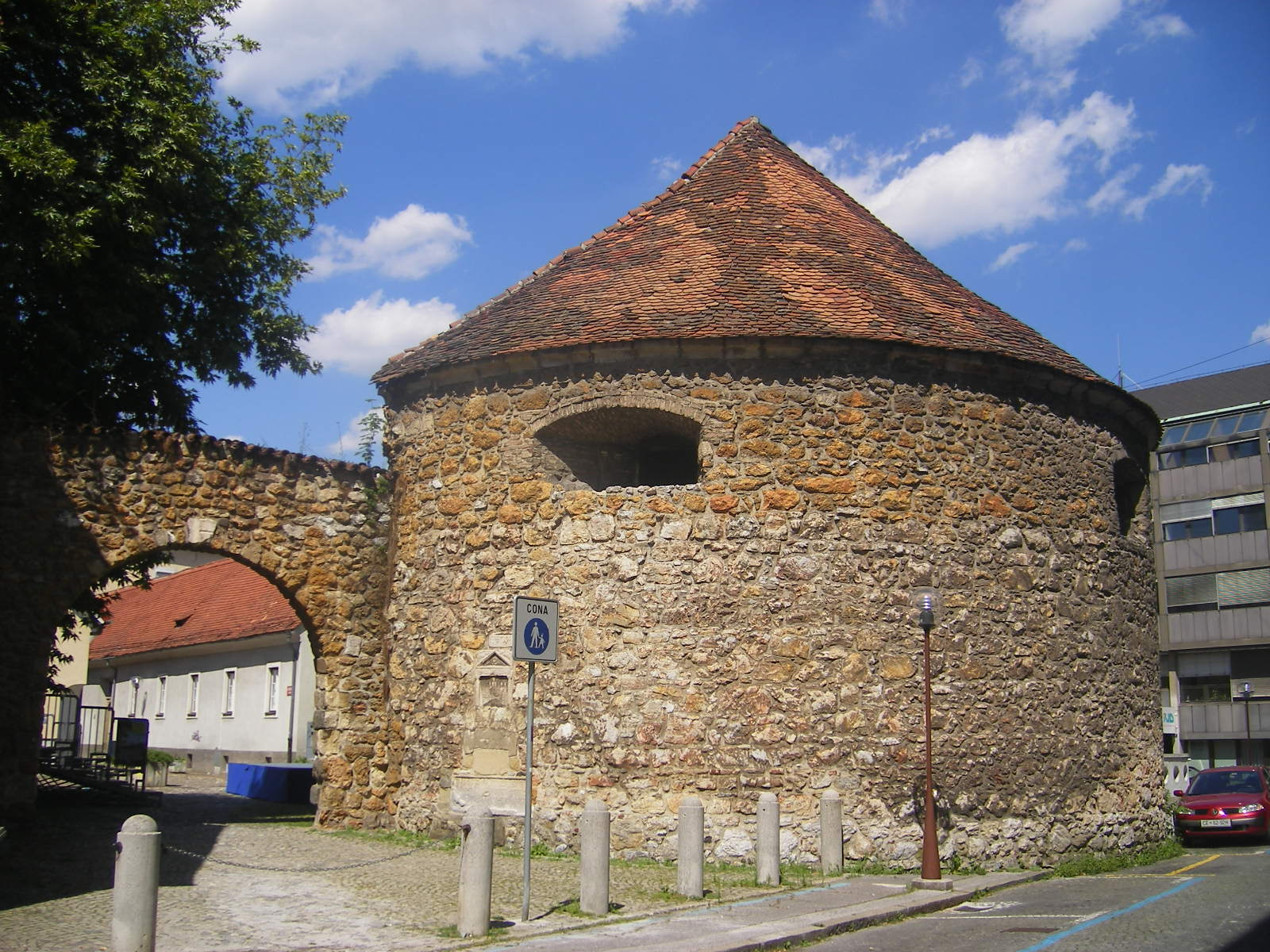
Водонапорная башня
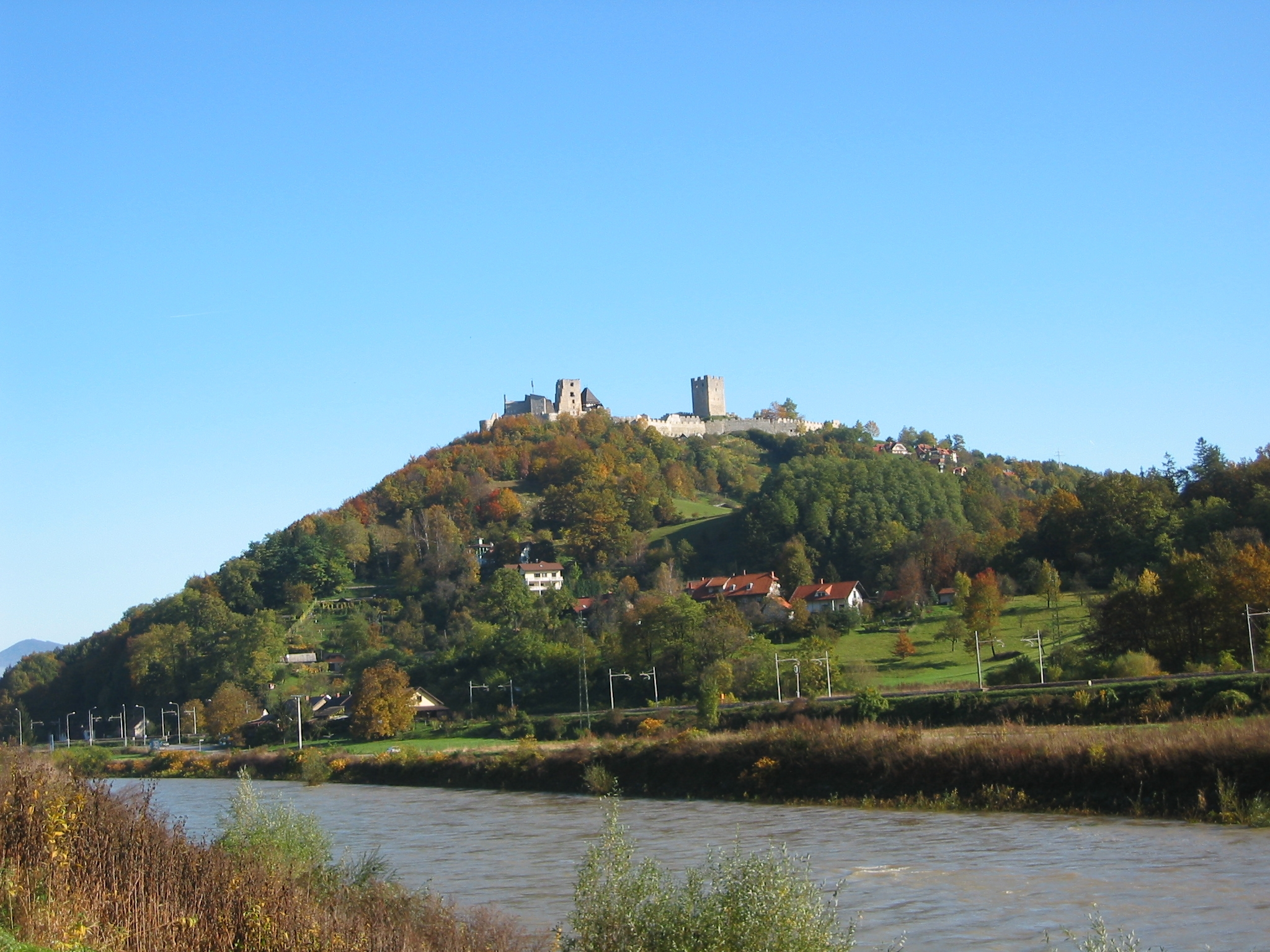
Замок над рекой Савиня
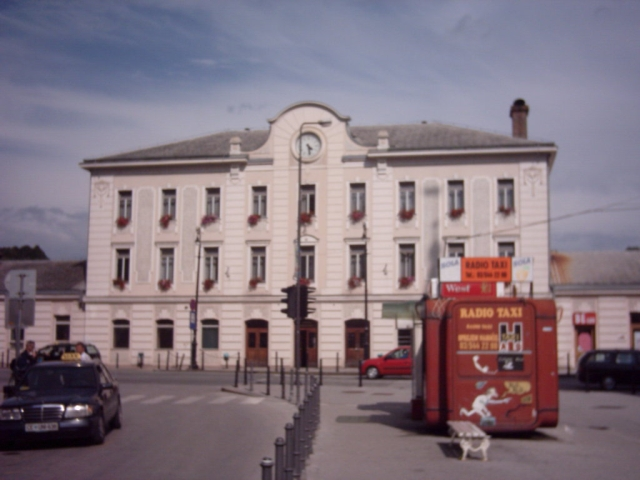
Железнодорожная станция
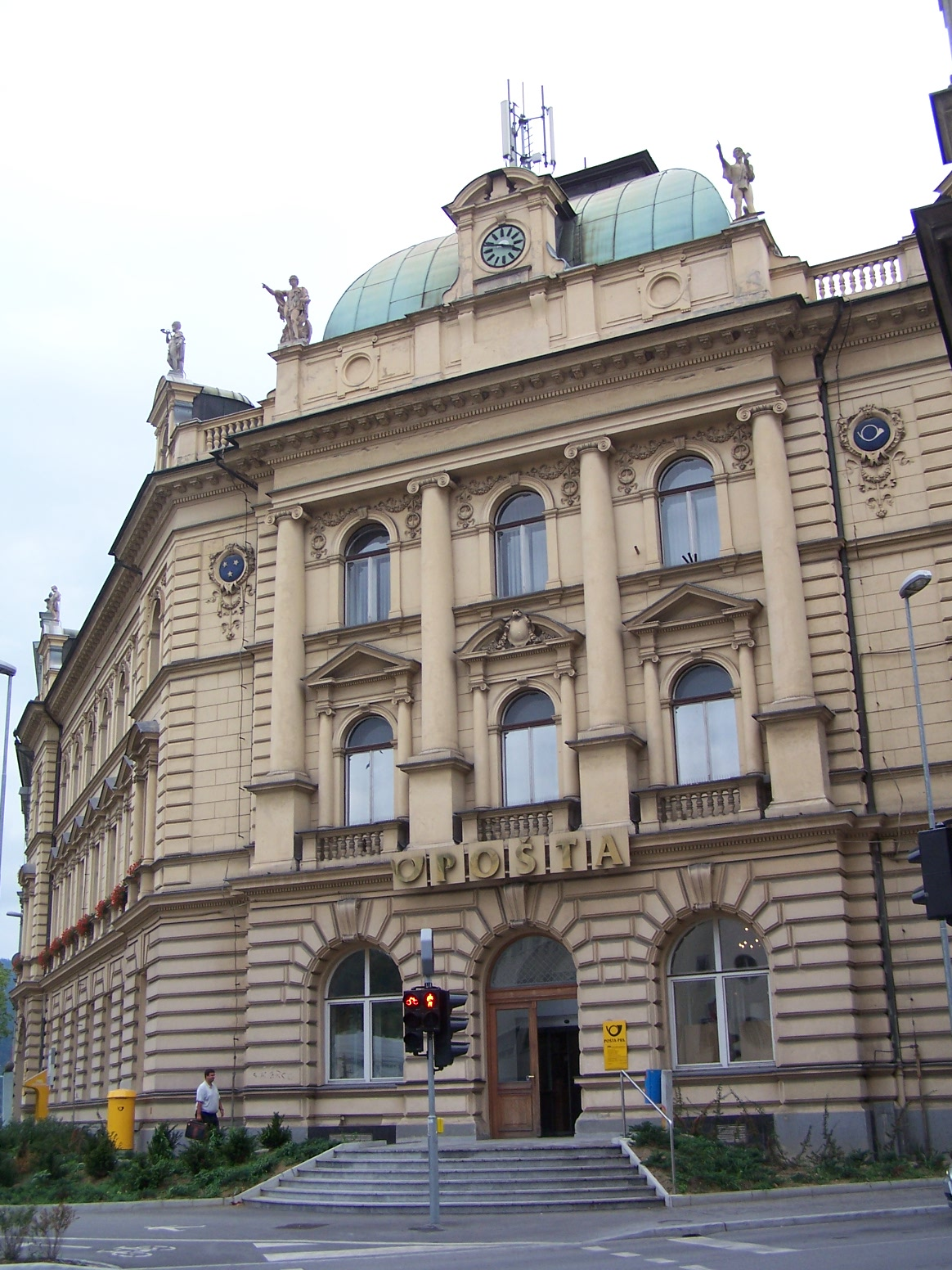
Здание почты
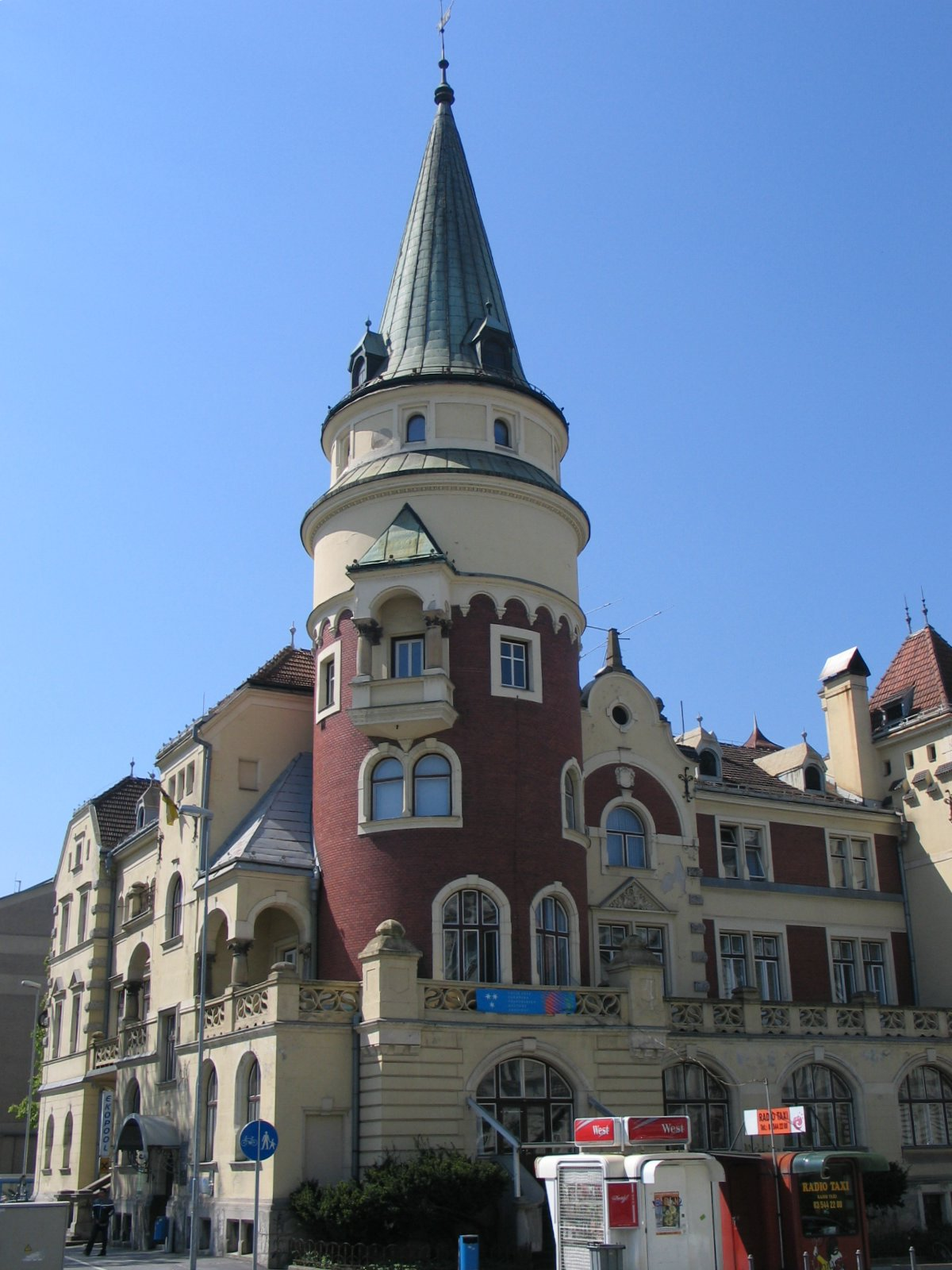
Ратуша